# 滋賀県道143号下笠大路井線
滋賀県道143号下笠大路井線（しがけんどう143ごう しもがさおちのいせん）は、滋賀県草津市を通る一般県道である。

## 概要
草津市下笠町から草津市大路3丁目に至る。
西大路南交差点から大路1丁目付近までは、踏切の迂回路がある。この踏切は2007年（平成19年）4月6日に閉鎖され、歩行者専用の地下道が開通した。大路三丁目交差点のある大路3丁目2番23号先は、同県道の制定された1958年（昭和33年）には大路井町（おちのいちょう）という地名であった。同交差点は、日本損害保険協会によれば、2010年（平成22年）の事故発生件数が8件で、滋賀県内では大津市真野2丁目30番25号先の琵琶湖大橋交差点とともに事故多発交差点「ワースト3」に位置することが指摘されている。

### 路線データ
- 起点：草津市下笠町（下笠町交差点、滋賀県道26号大津守山近江八幡線交点）
- 終点：草津市大路3丁目（大路三丁目交差点、国道1号交点、滋賀県道・三重県道4号草津伊賀線起点、滋賀県道116号六地蔵草津線終点）

## 歴史
- 1958年（昭和33年）7月26日 - 滋賀県告示第291号により路線認定[3]。

## 地理

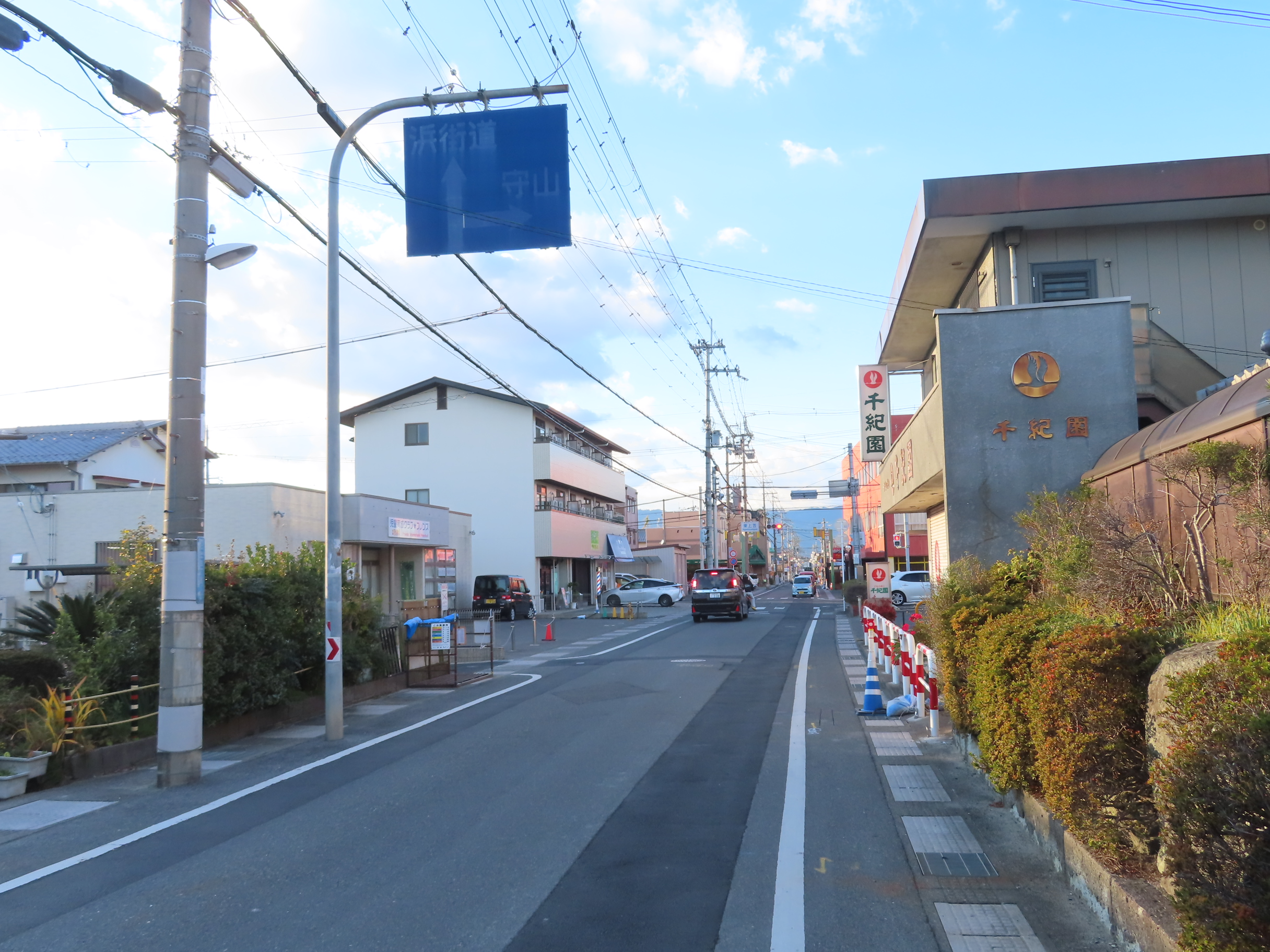
草津市下笠町

### 通過する自治体
- 草津市

### 交差する道路
| 交差する道路 | 交差する場所 | 交差する場所            |
| --- | ------------ | ----------------------- |
| 滋賀県道26号大津守山近江八幡線 / 浜街道                                                                         | 下笠町       | 下笠町交差点 / 起点     |
| 滋賀県道42号草津守山線                                                                                          | 野村4丁目    | 野村南交差点            |
| 国道1号 国道8号 重複 滋賀県道2号大津能登川長浜線 重複 滋賀県道・三重県道4号草津伊賀線 滋賀県道116号六地蔵草津線 | 大路3丁目    | 大路三丁目交差点 / 終点 |

### 交差する鉄道
- 東海道本線

### 沿線
- 草津グリーンスタジアム
- 草津市立松原中学校
- くるみ保育園
- 平和堂上笠店
- 草津総合病院
- 滋賀銀行上笠支店
- 関西みらい銀行草津西支店
- 野村運動公園
- エルティ932（スーパーヒカリ屋草津店）
- JR西日本東海道本線・草津線 草津駅
- くさつ平和堂
- 草津市立草津第二小学校